# 软骨

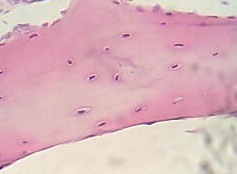
透明軟骨

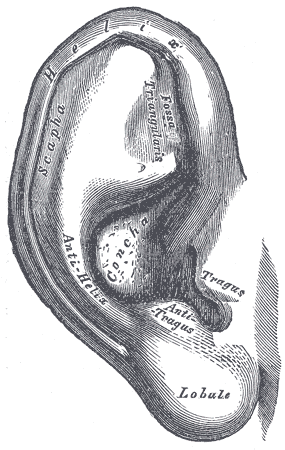
弹性软骨

軟骨（cartilage）是脊椎动物特有的胚胎性骨骼，一種無血管組織，略带弹性的坚韧组织，在机体内起支持和保护作用。由於軟骨沒有血液供應，在基質中含有大量的第二型膠原和葡萄糖胺聚合醣（GAG）來幫助物質擴散。在胎儿和年幼期，软骨组织分布较广，后来逐渐被骨组织代替。
软骨可分为透明软骨、弹性软骨和纤维软骨。成年人软骨存在于骨的关节面、肋软骨、气管、耳廓、椎间盘等处。

## 组成
軟骨是由软骨细胞、纤维和基质构成，其中基質佔了體積的95%，而水分又佔了基質的70%。基质的有机成分主要是多种蛋白，如软骨粘蛋白、胶原和软骨硬蛋白等。

## 分类

### 透明软骨
透明軟骨主要分布於關節軟骨、肋軟骨等。

### 弹性软骨
弹性软骨分布于耳廓及会厌等处。

### 纤维软骨
纤维软骨分布于椎间盘、关节盘及耻骨联合等处。

## 其他動物
1. 軟骨魚綱中的物種全都是由軟骨構成，如鯊魚、鰩及鋸鰩等。
2. 無脊椎的軟骨動物，包括馬蹄蟹及頭足綱的物種等。